# 东方行集团
东方行集团（荷蘭語：Oriental Group）是一家荷兰华人超市集团，也是荷兰最大的亚洲连锁超市。集团总部在霍夫多普，仓储物流中心在海牙。

## 历史
1986年在荷兰阿姆斯特丹新广场成立第一家华人超市，1996年成立集团公司，旗下拥有东方行超市（Amazing Oriental）品牌。2013年上线东方行网店。截至2020年集团在荷兰拥有20家线下超市，在西班牙拥有8家线下超市。